# Chlorophorus
Chlorophorus is een kevergeslacht uit de familie van de boktorren (Cerambycidae). De wetenschappelijke naam van het geslacht werd voor het eerst geldig gepubliceerd in 1863 door Chevrolat.

## Soorten
Chlorophorus omvat de volgende soorten:
- Chlorophorus abruptulus Holzschuh, 1992
- Chlorophorus abyssinicus Aurivillius, 1911
- Chlorophorus acrocarpi Gardner, 1942
- Chlorophorus adelii Holzschuh, 1974
- Chlorophorus adlbaueri Dauber, 2002
- Chlorophorus aegyptiacus (Fabricius, 1775)
- Chlorophorus agnatus Chevrolat, 1863
- Chlorophorus albopunctatus (Pic, 1916)
- Chlorophorus alboscutellatus (Chevrolat, 1863)
- Chlorophorus alni Holzschuh, 1982
- Chlorophorus amami Hayashi, 1968
- Chlorophorus amoenus (Castelnau & Gory, 1841)
- Chlorophorus ancora (Jordan, 1903)
- Chlorophorus angustatus Pic, 1920
- Chlorophorus angustulus MacLeay, 1886
- Chlorophorus annamensis Pic, 1953
- Chlorophorus annularis (Fabricius, 1787)
- Chlorophorus annularoides Holzschuh, 1983
- Chlorophorus annulatus (Hope, 1831)
- Chlorophorus anticeconjunctus Pic, 1943
- Chlorophorus anticemaculata Schwarzer, 1925
- Chlorophorus anulifer Heller, 1926
- Chlorophorus arciferus (Chevrolat, 1893)
- Chlorophorus aritai (Ohbayashi, 1964)
- Chlorophorus aspertulus Holzschuh, 1992
- Chlorophorus assimilis (Hope, 1831)
- Chlorophorus aurantiacus Aurivillius, 1911
- Chlorophorus aurivillianus Plavilstshikov, 1921
- Chlorophorus aurivilliusi Schwarzer, 1926
- Chlorophorus austerus (Chevrolat, 1863)
- Chlorophorus bakeri Aurivillius, 1922
- Chlorophorus basilanus Heller, 1926
- Chlorophorus basispilus (Jordan, 1903)
- Chlorophorus biinterruptus Pic, 1943
- Chlorophorus bonengensis Gressitt & Rondon, 1970
- Chlorophorus boninensis Kano, 1933
- Chlorophorus borneensis Fisher, 1935
- Chlorophorus brevenotatus Pic, 1922
- Chlorophorus brevivittatus Aurivillius, 1922
- Chlorophorus butleri Pic, 1920
- Chlorophorus capensis (Castelnau & Gory, 1841)
- Chlorophorus capillatus Holzschuh, 2006
- Chlorophorus carinatus Aurivillius, 1913
- Chlorophorus castaneorufus (Fairmaire, 1895)
- Chlorophorus chiuae Nakamura, 1974
- Chlorophorus cingalensis (Gahan, 1906)
- Chlorophorus circularis Holzschuh, 2003
- Chlorophorus clemenceaui Pic, 1918
- Chlorophorus congruus Holzschuh, 2003
- Chlorophorus coniperda Holzschuh, 1992
- Chlorophorus convexifrons Holzschuh, 1981
- Chlorophorus copiosus Holzschuh, 1991
- Chlorophorus cursor Rapuzzi & Sama, 1999
- Chlorophorus curvatofasciatus Aurivillius, 1922
- Chlorophorus decoratus (Pascoe, 1869)
- Chlorophorus deterrens (Pascoe, 1862)
- Chlorophorus diadema (Motschulsky, 1854)
- Chlorophorus dimidiatus Aurivillius, 1922
- Chlorophorus dinae Rapuzzi & Sama, 1999
- Chlorophorus distinguendus (Perroud, 1855)
- Chlorophorus dodsi (Péringuey, 1908)
- Chlorophorus dohertii (Gahan, 1906)
- Chlorophorus dominici Sama, 1996
- Chlorophorus douei (Chevrolat, 1863)
- Chlorophorus drumonti Dauber, 2004
- Chlorophorus duo (Fairmaire, 1888)
- Chlorophorus dureli Pic, 1950
- Chlorophorus durvillei (Castelnau & Gory, 1841)
- Chlorophorus eckweileri Holzschuh, 1992
- Chlorophorus elaeagni Plavilstshikov, 1956
- Chlorophorus eleodes (Fairmaire, 1889)
- Chlorophorus eximius Aurivillius, 1911
- Chlorophorus externenotatus Pic, 1925
- Chlorophorus externesignatus Pic, 1936
- Chlorophorus faldermanni (Faldermann, 1837)
- Chlorophorus favieri (Fairmaire, 1873)
- Chlorophorus figuratus (Scopoli, 1763)
- Chlorophorus flavopubescens Hayashi, 1968
- Chlorophorus fraternus Holzschuh, 1992
- Chlorophorus funebris Gressitt & Rondon, 1970
- Chlorophorus furcillatus Holzschuh, 1989
- Chlorophorus furtivus Gressitt & Rondon, 1970
- Chlorophorus gaudens Holzschuh, 1992
- Chlorophorus glabromaculatus (Goeze, 1777)
- Chlorophorus glaucus (Fabricius, 1781)
- Chlorophorus golestanicus Voríšek, 2011
- Chlorophorus grandipes Pic, 1943
- Chlorophorus graphus Holzschuh, 1998
- Chlorophorus gratiosus (Marseul, 1868)
- Chlorophorus griseomaculatus Pic, 1925
- Chlorophorus grosseri Sama & Rapuzzi, 2011
- Chlorophorus hainanicus Gressitt, 1940
- Chlorophorus hauseri Pic, 1931
- Chlorophorus hederatus Heller, 1926
- Chlorophorus hefferni Dauber, 2002
- Chlorophorus henriettae Holzschuh, 1984
- Chlorophorus herbstii (Brahm, 1790)
- Chlorophorus hircanus (Pic, 1905)
- Chlorophorus hirsutulus Gressitt & Rondon, 1970
- Chlorophorus hrabovskyi Kratochvíl, 1985
- Chlorophorus hungaricus Seidlitz, 1891
- Chlorophorus ictericus Holzschuh, 1991
- Chlorophorus ignobilis (Bates, 1878)
- Chlorophorus impressithorax Pic, 1950
- Chlorophorus inhumeralis Pic, 1918
- Chlorophorus insidiosus Holzschuh, 1986
- Chlorophorus intactus Holzschuh, 1992
- Chlorophorus interneconnexus Pic, 1925
- Chlorophorus jacobsoni Schwarzer, 1926
- Chlorophorus japonicus (Chevrolat, 1863)
- Chlorophorus javanus Pic, 1943
- Chlorophorus jendeki Holzschuh, 1992
- Chlorophorus jucundus (Perroud, 1855)
- Chlorophorus juheli Adlbauer, 2003
- Chlorophorus kabateki Holzschuh, 1998
- Chlorophorus kanekoi Matsushita, 1941
- Chlorophorus kanoi Hayashi, 1963
- Chlorophorus kejvali Holzschuh, 2003
- Chlorophorus kinganus (Pic, 1903)
- Chlorophorus kobayashii Komiya, 1976
- Chlorophorus krantzi (Gahan, 1904)
- Chlorophorus kusamai Satô M., 1999
- Chlorophorus latofasciatus (Motschulsky, 1860)
- Chlorophorus latus Dauber, 2010
- Chlorophorus lepesmei Pic, 1950
- Chlorophorus lineatus Dauber, 2002
- Chlorophorus lingnanensis Gressitt, 1951
- Chlorophorus linsleyi Gressitt & Rondon, 1970
- Chlorophorus lituratus (Castelnau & Gory, 1841)
- Chlorophorus ludens (Gahan, 1894)
- Chlorophorus luxatus (Pascoe, 1869)
- Chlorophorus macaumensis (Chevrolat, 1845)
- Chlorophorus malaccanus Pic, 1925
- Chlorophorus manillae Aurivillius, 1911
- Chlorophorus marginalis (Chevrolat, 1863)
- Chlorophorus masatakai Niisato & Karube, 2006
- Chlorophorus medanensis Pic, 1925
- Chlorophorus mediolineatus Pic, 1925
- Chlorophorus melancholicus (Chevrolat, 1863)
- Chlorophorus micheli Pic, 1950
- Chlorophorus minamiiwo Satô M. & Ohbayashi N., 1982
- Chlorophorus minutus Aurivillius, 1922
- Chlorophorus miwai Gressitt, 1936
- Chlorophorus mjoebergii Aurivillius, 1917
- Chlorophorus moestus (Chevrolat, 1863)
- Chlorophorus moultoni Aurivillius, 1911
- Chlorophorus moupinensis (Fairmaire, 1888)
- Chlorophorus muscifluvis Gressitt, 1951
- Chlorophorus muscosus (Bates, 1873)
- Chlorophorus mushanus Matsushita, 1931
- Chlorophorus namibiensis Adlbauer & Dauber, 1999
- Chlorophorus navratili Holzschuh, 1981
- Chlorophorus nepalensis Hayashi, 1979
- Chlorophorus niehuisi Adlbauer, 1992
- Chlorophorus nigerrimus (Chevrolat, 1863)
- Chlorophorus nivipictus (Kraatz, 1879)
- Chlorophorus nodai Makihara, 1986
- Chlorophorus nouphati Gressitt & Rondon, 1970
- Chlorophorus obliteratus (Ganglbauer, 1890)
- Chlorophorus oezdikmeni Sama & Rapuzzi, 2011
- Chlorophorus orbatus Holzschuh, 1991
- Chlorophorus ovicollis (Fairmaire, 1895)
- Chlorophorus palavanicus Aurivillius, 1922
- Chlorophorus parens (Allard, 1894)
- Chlorophorus patricius (Gahan, 1906)
- Chlorophorus pelleteri (Castelnau & Gory, 1841)
- Chlorophorus perornatus (Jordan, 1894)
- Chlorophorus perroti Fuchs, 1966
- Chlorophorus petaini Pic, 1943
- Chlorophorus pileatus (Jordan, 1894)
- Chlorophorus pinguis Holzschuh, 1992
- Chlorophorus praecanus Holzschuh, 2006
- Chlorophorus praetextus (Pascoe, 1869)
- Chlorophorus proannulatus Gressitt & Rondon, 1970
- Chlorophorus probsti Holzschuh, 1989
- Chlorophorus pseudoswatensis Holzschuh, 1983
- Chlorophorus puncticollis Dauber, 2003
- Chlorophorus punctiger Holzschuh, 1991
- Chlorophorus quatuordecimmaculatus (Chevrolat, 1863)
- Chlorophorus quinquefasciatus (Castelnau & Gory, 1841)
- Chlorophorus rectefasciatus Dauber, 2012
- Chlorophorus ringenbachi Sama, 2004
- Chlorophorus robustior (Pic, 1900)
- Chlorophorus rotundicollis Dauber, 2010
- Chlorophorus rubricollis (Castelnau & Gory, 1841)
- Chlorophorus ruficornis (Olivier, 1790)
- Chlorophorus rufimembris Gressitt & Rondon, 1970
- Chlorophorus sagittarius (Gahan, 1906)
- Chlorophorus salicicola Holzschuh, 1993
- Chlorophorus salomonum (Aurivillius, 1908)
- Chlorophorus sappho Gressitt & Rondon, 1970
- Chlorophorus sartor (Müller, 1766)
- Chlorophorus savioi (Pic, 1924)
- Chlorophorus scenicus (Pascoe, 1869)
- Chlorophorus scriptus (Dalman, 1817)
- Chlorophorus seclusus (Pascoe, 1869)
- Chlorophorus semiformosus (Pic, 1908)
- Chlorophorus semikanoi Hayashi, 1974
- Chlorophorus semiruber Pic, 1925
- Chlorophorus seniculus Holzschuh, 2006
- Chlorophorus separatus Gressitt, 1940
- Chlorophorus sexguttatus (Lucas, 1849)
- Chlorophorus shoreae Gardner, 1941
- Chlorophorus siegriedae Holzschuh, 1993
- Chlorophorus signaticollis (Castelnau & Gory, 1841)
- Chlorophorus signatipennis Gahan, 1907
- Chlorophorus simillimus (Kraatz, 1879)
- Chlorophorus smithi Gressitt, 1941
- Chlorophorus strobilicola Champion, 1919
- Chlorophorus sulcaticeps (Pic, 1924)
- Chlorophorus sumatrensis (Castelnau & Gory, 1841)
- Chlorophorus sumbavae Aurivillius, 1911
- Chlorophorus swatensis Holzschuh, 1974
- Chlorophorus t-nigrum (Jordan, 1894)
- Chlorophorus taihorensis Schwarzer, 1925
- Chlorophorus taiwanus Matsushita, 1933
- Chlorophorus testaceicornis Pic, 1954
- Chlorophorus tixieri (Pic, 1902)
- Chlorophorus tohokensis Hayashi, 1968
- Chlorophorus tonkineus (Fairmaire, 1895)
- Chlorophorus torquilla (Pascoe, 1869)
- Chlorophorus touzalini Pic, 1920
- Chlorophorus tredecimmaculatus (Chevrolat, 1863)
- Chlorophorus trifasciatus (Fabricius, 1781)
- Chlorophorus trivialis Holzschuh, 2010
- Chlorophorus trusmadensis Dauber, 2006
- Chlorophorus varius (Müller, 1766)
- Chlorophorus vartianae Holzschuh, 1974
- Chlorophorus vehemens Holzschuh, 2009
- Chlorophorus verus Holzschuh, 1998
- Chlorophorus vicinus Dauber, 2002
- Chlorophorus viridulus Kano, 1933
- Chlorophorus viticis Gressitt & Rondon, 1970
- Chlorophorus vulpinus Holzschuh, 1992
- Chlorophorus werneri Adlbauer & Bjørnstad, 2012
- Chlorophorus wewalkai Holzschuh, 1969
- Chlorophorus yachovi Sama, 1996
- Chlorophorus yakitai Niisato, 2005
- Chlorophorus yayeyamensis Kano, 1933
- Chlorophorus yedoensis (Kano, 1933)
- Chlorophorus zelus Holzschuh, 1989